# Puchar Trzech Narodów 2009
Puchar Trzech Narodów 2009 (2009 Tri Nations Series) – czternasta edycja Pucharu Trzech Narodów, corocznego turnieju w rugby union rozgrywanego pomiędzy zrzeszonymi w SANZAR trzema najlepszymi zespołami narodowymi półkuli południowej - Australii, Nowej Zelandii i RPA - będącymi też jednocześnie trzema najlepszymi drużynami świata. Turniej odbywał się systemem kołowym pomiędzy 18 lipca a 19 września 2009 roku.
Zawody zwyciężyła reprezentacja RPA pokonując w decydującym meczu Nową Zelandię na ich terenie, tym samym przerywając czteroletnią dominację All Blacks w tym turnieju.

## Mecze
| 18 lipca 200919:35 | Nowa Zelandia                 | 22:16(10:13) | Australia                      | Eden Park, Auckland Widzów: 31 532 Sędzia: Craig Joubert |
| 18 lipca 200919:35 | Donald 17 (pd 5K) McCaw 5 (P) | 22:16(10:13) | Giteau 11 (pd 3K) Barnes 5 (P) | Eden Park, Auckland Widzów: 31 532 Sędzia: Craig Joubert |

| 25 lipca 200915:00 | Południowa Afryka                                            | 28:19(14:3) | Nowa Zelandia                 | Vodacom Park, Bloemfontein Widzów: 37 081 Sędzia: Alain Rolland |
| 25 lipca 200915:00 | F. Steyn 6 (2K) M. Steyn 9 (3K) Pienaar 8 (P K) Fourie 5 (P) | 28:19(14:3) | Donald 14 (pd 4K) Smith 5 (P) | Vodacom Park, Bloemfontein Widzów: 37 081 Sędzia: Alain Rolland |

| 1 sierpnia 200917:00 | Południowa Afryka     | 31:19(22:13) | Nowa Zelandia                                | ABSA Stadium, Durban Widzów: 43 149 Sędzia: Nigel Owens |
| 1 sierpnia 200917:00 | M. Steyn 31 (P pd 8K) | 31:19(22:13) | Donald 11 (pd 3K) McAlister 3 (K) Ross 5 (P) | ABSA Stadium, Durban Widzów: 43 149 Sędzia: Nigel Owens |
| 1 sierpnia 200917:00 | Pietersen · Botha     | 31:19(22:13) | Ross                                         | ABSA Stadium, Durban Widzów: 43 149 Sędzia: Nigel Owens |

| 8 sierpnia 200917:00 | Południowa Afryka                  | 29:17(23:10) | Australia                                          | Newlands Stadium, Kapsztad Widzów: 48 397 Sędzia: Alain Rolland |
| 8 sierpnia 200917:00 | M. Steyn 24 (dg 7K) Matfield 5 (P) | 29:17(23:10) | Giteau 9 (P 2pd) Barnes 3 (dg) Ashley-Cooper 5 (P) | Newlands Stadium, Kapsztad Widzów: 48 397 Sędzia: Alain Rolland |
| 8 sierpnia 200917:00 | Giteau · Brown · Smith             | 29:17(23:10) |                                                    | Newlands Stadium, Kapsztad Widzów: 48 397 Sędzia: Alain Rolland |

| 22 sierpnia 200920:05 | Australia      | 18:19(12:3) | Nowa Zelandia                | ANZ Stadium, Sydney Widzów: 80 228 Sędzia: Jonathan Kaplan |
| 22 sierpnia 200920:05 | Giteau 18 (6K) | 18:19(12:3) | Carter 14 (pd 4K) Nonu 5 (P) | ANZ Stadium, Sydney Widzów: 80 228 Sędzia: Jonathan Kaplan |
| 22 sierpnia 200920:05 | Brown          | 18:19(12:3) |                              | ANZ Stadium, Sydney Widzów: 80 228 Sędzia: Jonathan Kaplan |

| 29 sierpnia 200918:05 | Australia                          | 25:32(6:22) | Południowa Afryka                                               | Subiaco Oval, Perth Widzów: 36 148 Sędzia: Bryce Lawrence |
| 29 sierpnia 200918:05 | Giteau 20 (2P 2pd 2K) Turner 5 (P) | 25:32(6:22) | Fourie 5 (P) M. Steyn 12 (3pd 2K) Habana 10 (2P) du Preez 5 (P) | Subiaco Oval, Perth Widzów: 36 148 Sędzia: Bryce Lawrence |

| 5 września 200920:05 | Australia                                               | 21:6(9:6) | Południowa Afryka | Suncorp Stadium, Brisbane Widzów: 47 481 Sędzia: Wayne Barnes |
| 5 września 200920:05 | Giteau 11 (pd dg 2K) Ashley-Cooper 5 (P) O’Connor 5 (P) | 21:6(9:6) | M. Steyn 6 (dg K) | Suncorp Stadium, Brisbane Widzów: 47 481 Sędzia: Wayne Barnes |

| 12 września 200919:35 | Nowa Zelandia                                 | 29:32(12:22) | Południowa Afryka                                                        | Waikato Stadium, Hamilton Widzów: 31 557 Sędzia: Nigel Owens |
| 12 września 200919:35 | Carter 19 (2pd 5K) McCaw 5 (P) Sivivatu 5 (P) | 29:32(12:22) | M. Steyn 13 (2pd dg 2K) F. Steyn 9 (3K) du Preez 5 (P) de Villiers 5 (P) | Waikato Stadium, Hamilton Widzów: 31 557 Sędzia: Nigel Owens |

| 19 września 200919:35 | Nowa Zelandia                                           | 33:6(16:6) | Australia                  | Westpac Stadium, Wellington Widzów: 31 393 Sędzia: Craig Joubert |
| 19 września 200919:35 | Carter 18 (3pd 4K) Jane 5 (P) Rokocoko 5 (P) Nonu 5 (P) | 33:6(16:6) | Barnes 3 (dg) Giteau 3 (K) | Westpac Stadium, Wellington Widzów: 31 393 Sędzia: Craig Joubert |
| 19 września 200919:35 | Toeava                                                  | 33:6(16:6) |                            | Westpac Stadium, Wellington Widzów: 31 393 Sędzia: Craig Joubert |